# 桂三輝
桂 三輝（かつら さんしゃいん、1970年4月6日 - ）、本名グレゴリー・ロビッチ（英: Gregory Robic）は、カナダの落語家。トロント大学卒業。上方落語協会会員。現在は、活動の拠点をアメリカ合衆国ニューヨーク州ニューヨークに置いている。

## 来歴・人物
両親はスロベニア人。
トロント大学にて古典演劇を専攻する。劇作家・作曲家としてカナダの大学院在学中に制作した初ミュージカル作品「Clouds」はトロントの劇場で15か月間上演され、カナダ人制作のミュージカルとしては最長記録を樹立した。
日本の伝統芸能である能に興味をもち1999年に来日。三遊亭亜郎のミュージカル落語の音楽などを手掛けたのち、2003年からカナダ亭恋文（かなだていらぶれたー）や楽喜亭三陀（らっきーていさんだー）を名乗りアコーディオン漫談や英語落語で活動を始める。2007年に大阪芸術大学大学院芸術研究科に入学し、相羽秋夫のもとで創作落語を研究。2008年9月1日、桂三枝（現：六代桂文枝）に弟子入し桂三輝と命名される。2009年4月26日、カナダにて英語落語で初舞台。その後は上方落語会初の外国人噺家として落語修業中。他に、同じ外国人のリー5世との漫才でM-1グランプリに挑戦したり、先輩落語家らの依頼で古典落語を英訳する活動も行っている。
あなたの街に住みますプロジェクトで、2011年11月から三重県伊勢市河崎の古民家に居住。この移住に際しては、師匠の三枝がかつて実践した「大阪から徒歩での伊勢神宮参拝」をおこなった。その後、移住先の古民家を改装し、2012年6月17日に寄席小屋「伊勢河崎輝輝亭」（いせかわさきききてい）を開業させた。なお、2025年4月時点では東京都に居住している。
2013年8月7日、駐日カナダ大使館でカナダ文化大使に就任し、8月から10月にかけてアメリカとカナダでの巡業を発表した。
2014年7月29日から7か国で39公演を行う世界ツアーを開催。
2015年、日本スロベニア親善大使に就任。
2017年9月〜10月にはレスター・スクエア・シアター(Leicester Square Theatre)にて3週間のロンドン公演を実施。その後、11月〜12月にはソーホー・プレイハウス(SoHo Playhouse)にて3週間のニューヨーク公演を成し遂げた。
修行後より、英語、フランス語を駆使した世界ツアー公演を独自に開始し、5年でアメリカ、カナダ、イギリス、フランス、オーストラリア、シンガポール、スリランカ、香港、タイ、ネパール、ガーナ、セネガル、ガボン、南アフリカでの五大陸15ヵ国で公演を開催するなど世界に向けた日本文化の発信活動を続けている。
2018年11月23日、パリでの博覧会国際事務局総会時に開かれた2025年に開催される万国博覧会の開催地を決める最終プレゼンテーションで、関西の魅力を英語で語る映像に登場。その後の決選投票で大阪市に開催が決定する上で少なからぬ役割を果たした。
2020年5月、ニューヨークのオフブロードウェーの芸能賞「第10回オフブロードウェー・アライアンス・アワード」の「最優秀ユニーク演劇体験」部門にノミネートされたが、受賞は逃した。
高座着として、岡山産のデニム生地を使用、男性用だがファスナー付きの着脱可能な振袖を用いた海外での街着やパーティー着として楽しめるようにした自作の和服を着用している。
「ブリテンズ・ゴット・タレント」に出演したとにかく明るい安村のネタの英訳を手伝った。

## 主な出演番組
- 『COOL JAPAN〜発掘!かっこいいニッポン〜』 (2009年4月7日NHK BShi 、4月12日（再放送）NHK BS1)
- 『せやねん!』 (2010年4月、MBS)
- 『うんちく・しりすぎ』（2010年4月、日本テレビ）
- 『ジャイケルマクソン』(2010年11月、MBS)
- 『千鳥のぼっけぇTV!』（2011年11月、GAORA）
- 『扇町寄席』（2011年1月と2012年1月、関西テレビ）
- 『カキューン!!『しばいたろか!!ジャパン』〜ヘンな外国人芸人のガチンコ初体験〜』(2010年1月、関西テレビ、2012年8月（再放送）)
- 『NHK高校講座英語I』（2011年2月、NHK教育）
- 『サタうま』（2011年2月、関西テレビ）
- 『叶姉妹をおもてなし！?なにわ満喫ロイヤルツアー?』（2011年3月、読売テレビ）
- 『マチャミ&なるみのいただき!ナハ〜レ』（2011年4月、読売テレビ）
- 『笑い飯・千鳥の舌舌舌舌』（2011年9月、サンテレビ）
- 『カナダ人落語家桂三輝が歩くお伊勢参り～日本人の心って何ですか？』（2011年12月、ABCテレビ、2012年1月、名古屋テレビ放送）
- 『西川きよしのご縁です!』（2012年1月、東海テレビ）
- 『知っとこ』（2012年1月、MBS）
- 『ザキロバ!アシュラのススメ』（2012年4月、名古屋テレビ放送）
- 『1億人の大質問!?笑ってコラえて!』（2013年5月1日、日本テレビ）
- 『クイズプレゼンバラエティー Qさま!!』（2014年1月6日、テレビ朝日）
- 『おはよう日本』新春特別ドキュメンタリー（2018年1月8日、NHK）
- 『徹子の部屋』（2023年8月31日、テレビ朝日）[22]

### 主なレギュラー番組
- 『キャッチ!』（2012年4月 - 、中京テレビ 毎週木曜日「桂三輝のわんだふるニッポン」コーナーレギュラー）
- 『とってもワクドキ!』（2012年6月‐、三重テレビ放送、月1回木曜「桂三輝の勉強させていただきます」コーナーレギュラー）
- 『伊勢市テレビ広報「絆」』（2012年6月‐、iTV行政チャンネル、毎月第1、第3土曜日更新「桂三輝の伊勢で一席」のコーナー[23]
- 『Dive into Ukiyo-e』（2015年〜NHK WORLD）

### テレビドラマ
- 『カムカムエヴリバディ』（2022年、NHK総合） - ビリーの叔父 役

### CM
- ほっともっと　鶏めし「鶏めしだけでも篇」「英語っぽい日本語篇」[24]。
- ACジャパン 全国キャンペーン「認め合うことが、チカラになる。」[25]

## 弟子
- 桂 晴輝（サニー）[26]
- 桂 月輝（ムーンライト）女性。神戸市出身、東京学芸大学卒業。舞台女優を経て2022年渡米。2024年9月入門、2025年1月初高座。

共にニューヨークを中心とした活動。命名は桂文枝（6代目）。

## 註
1. ↑  “落語家 桂三輝（サンシャイン）が「英語落語」を披露”. news.biglobe.ne.jp (2023年12月19日). 2024年4月26日閲覧。
2. ↑  Slovenians in Osaka!!!!!!!!
3. ↑  三遊亭究斗『いじめられてしんどい君へ』プレジデント社、2020年12月21日、112頁。ISBN 9784833423960。
4. ↑  桂三枝ブログ
5. ↑  桂三輝氏による英語落語公演開催
6. ↑  桂三枝 (2011年11月25日). “伊勢参り”. 日本経済新聞 2021年12月19日閲覧。（全文閲覧には会員登録が必要）
7. ↑  “三重県2代目住みます芸人・桂三輝が伊勢まで徒歩の旅へ”. お笑いナタリー. (2021年11月14日) 2021年12月19日閲覧。
8. ↑  “カナダ人落語家・桂三輝 神宿る伊勢に移住”. 日本テレビ放送網. (2011年11月14日) 2021年12月19日閲覧。
9. ↑  “念願の寄席オープン…カナダ出身・桂三輝さん”. YOMIURI ONLINE. (2012年6月20日) 2012年6月20日閲覧。
10. ↑  伊勢　寄席小屋、自宅に開く　桂三輝さん落語を披露：伊勢新聞2012年6月19日
11. ↑  カナダ人落語家の桂三輝が北米巡回公演：日刊スポーツ2013年8月7日
12. ↑  文枝の創作落語を世界に 『カナダ人落語家 桂三輝 北米巡回公演及びカナダ文化大使就任発表会見』：2013年8月7日
13. ↑  文枝落語世界へ！弟子三輝が北米ツアー：デイリースポーツ2013年8月8日
14. ↑  文枝の弟子三輝がカナダ凱旋巡業　落語北米３０公演：スポニチ2013年8月8日
15. ↑  文枝弟子・桂三輝が世界ツアー！「師匠の落語を世界に広めたい」：スポニチ2014年7月20日
16. ↑  “桂三輝、日本スロヴェニア親善大使就任 語学習得にも意欲”.  ORICON (2015年6月2日). 2015年6月2日閲覧。
17. ↑  「大阪万博が決定」『下野新聞』（共同通信社）2018年11月24日、電子号外。
18. ↑  “落語家、桂三輝は受賞ならず　米オフブロードウェー芸能賞”. SANSPO.COM (産経デジタル). (2020年5月20日) 2020年5月20日閲覧。
19. ↑  神野栄子 (2020年9月25日). “コロナ下に輝く、桂三輝（サンシャイン）　動画配信・オンライン稽古・着物デザイン…「大忙し」”. 東京新聞{{cite news}}:  CS1メンテナンス: 先頭の0を省略したymd形式の日付 (カテゴリ)
20. ↑  “KATSURA SUNSHINE ORIGINAL DENIM KIMONO”.   katsura sunshine. 2020年9月25日閲覧。
21. ↑  “とにかく明るい安村の大バズり、その秘密は「たくみな英語表現」…審査員思わず叫ぶ「ＰＡＮＴＳ！」”. 読売新聞オンライン (2023年5月3日). 2023年10月5日閲覧。
22. ↑  “『徹子の部屋』にカナダ人落語家が登場！土下座して弟子入りした師匠・桂文枝の手紙に涙”. テレ朝POST.   テレビ朝日 (2023年8月30日). 2023年9月4日閲覧。
23. ↑  伊勢市インターネット放送局
24. ↑  伊勢の住みます芸人の桂三輝さん、師匠と「ほっともっと」CMで脂汗共演
25. ↑  ACジャパンの2019年度広告が完成　7月から放送スタート - AdverTimes
26. ↑  Katsura Sunny 桂晴輝 (@katsura.sunny). “Katsura Sunny 桂晴輝”.   Instagram. 2025年4月26日閲覧。
27. ↑  “今年1月にデビューした注目の女性落語家ー桂月輝さん”. NYジャピオン.   TREND POT NY, LLC (2025年4月25日). 2025年4月26日閲覧。